# M65
M65（也稱為NGC 3623）是一個位於獅子座的螺旋星系，距離地球約2200萬光年。查爾斯·梅西耶在1780年發現該天體，它與M66、NGC 3628構成著名的獅子座三胞胎。

## 發現
M65由查爾斯·梅西耶發現並包含在他的梅西耶天體星表中。然而，威廉·亨利·史密斯（William Henry Smyth）無意中誤認為皮埃爾·梅尚（Pierre Méchain）比梅西耶更早發現它，他在19世紀廣受歡迎的天文學著作《A Cycle of Celestial Objects》中描述“M65和M66是梅尚在1780年發現並告知梅西耶的」。這個錯誤被肯尼斯·格林·瓊斯在《梅西耶星雲和星團》中公開。